# Réserve naturelle du Monte Mario
La réserve naturelle du Monte Mario est une zone naturelle protégée de Rome, créée en 1997.
Elle occupe une superficie de 238 ha sur une partie du Monte Mario, la plus haute colline de Rome avec ses 139 mètres.

## Points d'intérêt
Dans le parc on trouve : 
- la Villa Madama (résidence d'accueil des chefs d'État étrangers)
- la Villa Mazzanti et son parc public
- la Villa Miani
- l'Observatoire astronomique de Rome.

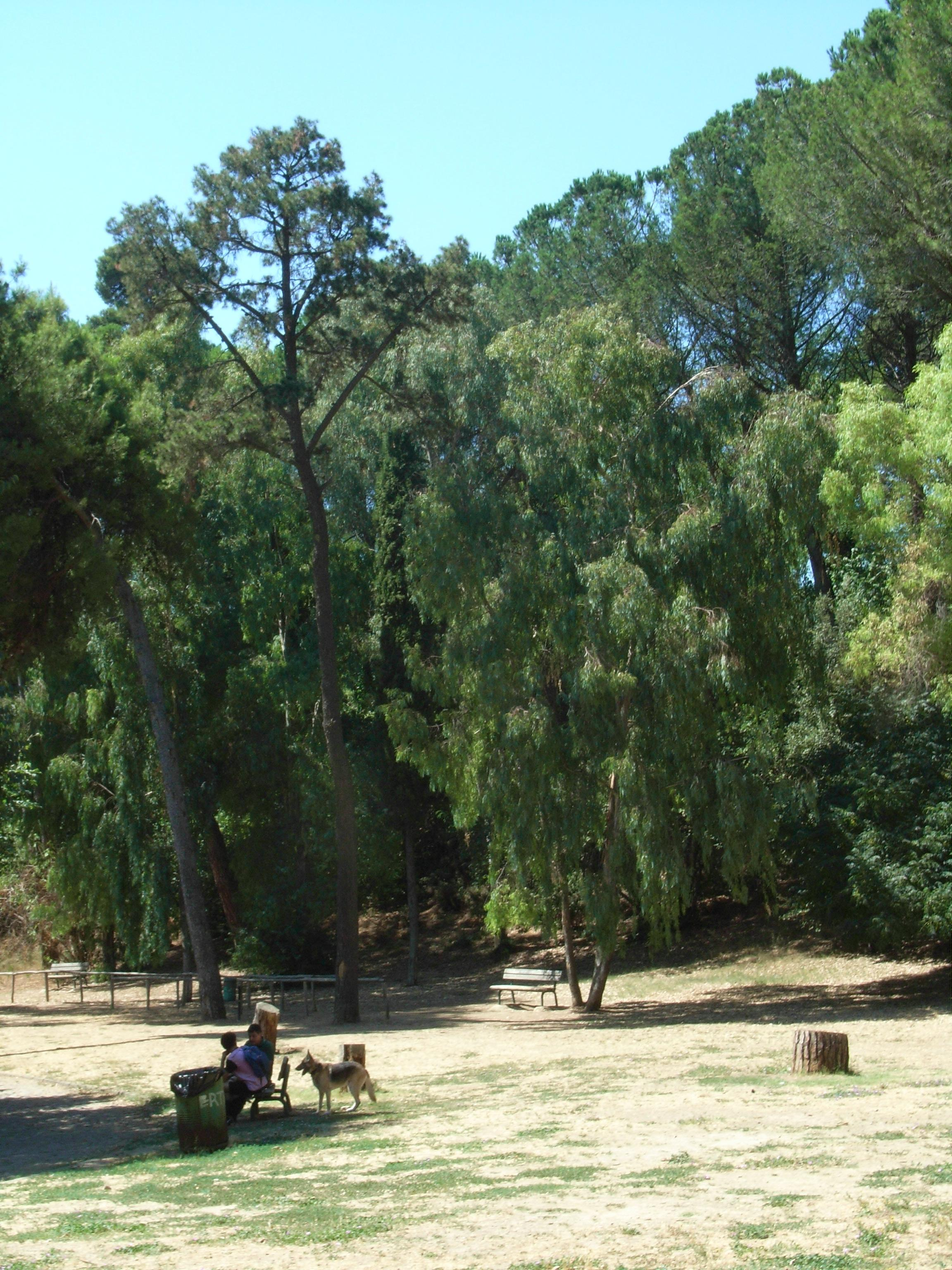
Le Monte Mario.
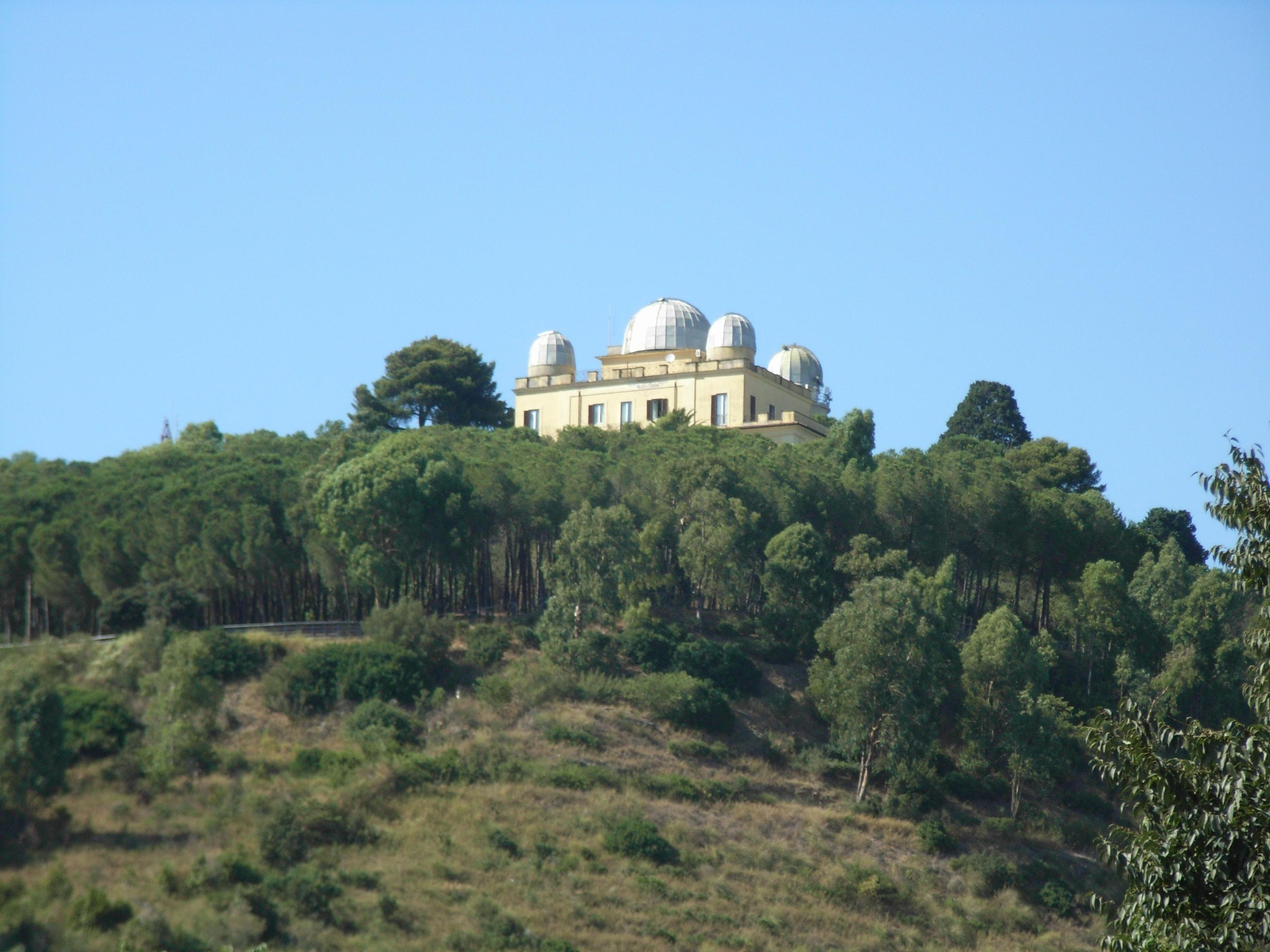
L'observatoire de Rome.
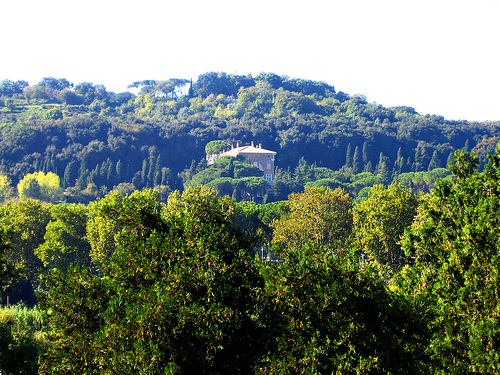
La Villa Madama.
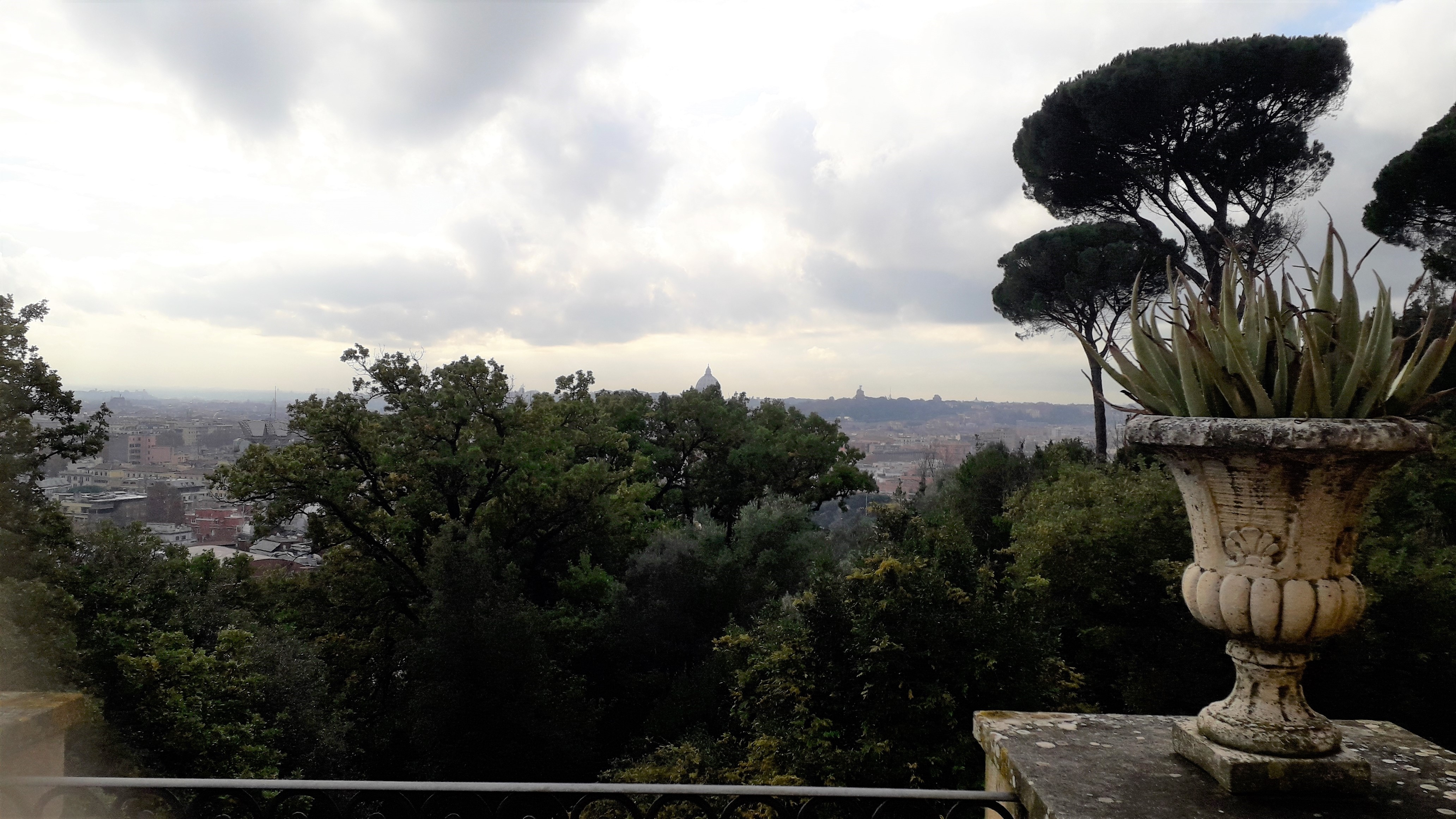
Panorama des jardins de la Villa Mazzanti.
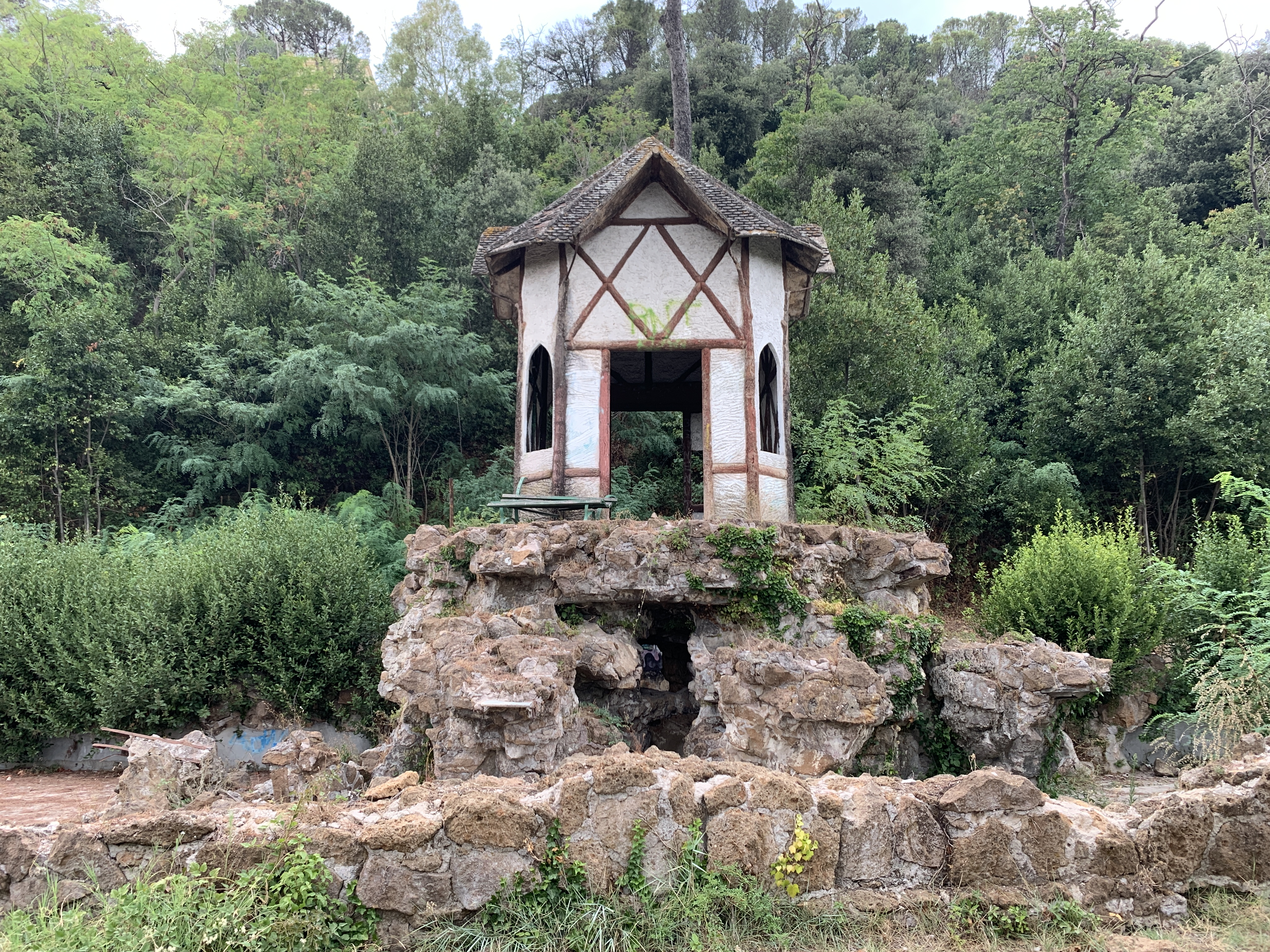
Kiosque.